# Primout

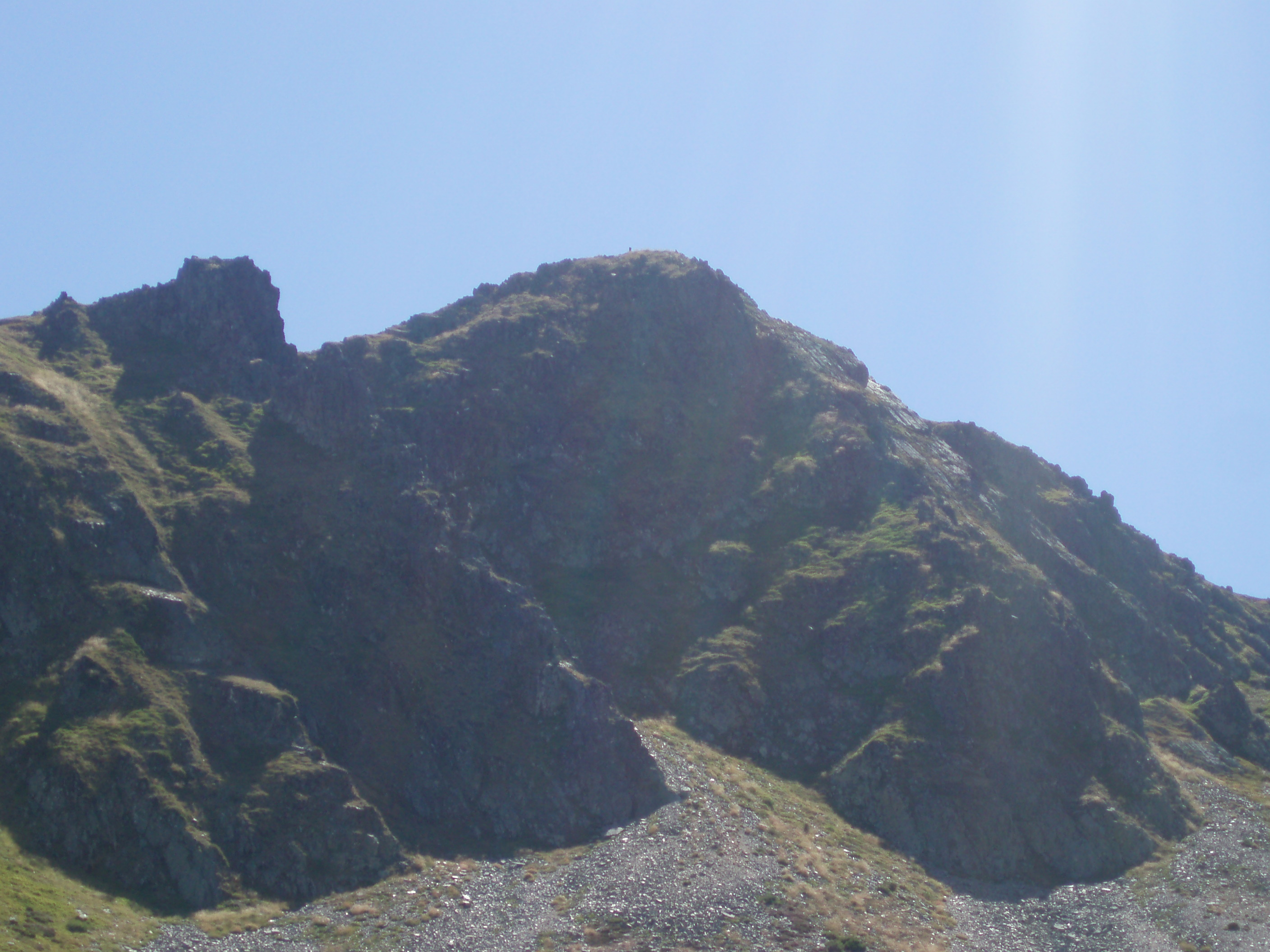
Peña Catoute, el pico más alto de El Bierzo

Primout es un pequeño pueblo de España, en el municipio de Páramo del Sil, en la comarca de El Bierzo, provincia de León, comunidad autónoma de Castilla y León.
Está situado en el valle del río Primout, muy cerca de Peña Catoute, en un angosto valle al este de Páramo del Sil.

## Historia
Aparece mencionado en un documento medieval de comienzos del siglo XII en una donación de tierras. Desde su origen no había pertenecido a ningún señorío, pero en 1690 pasa a depender del vizcondado de Quintanilla de Flórez hasta la segunda década del siglo XIX.
En la década de 1960 se produjo una gran emigración de la población a localidades cercanas dadas las duras condiciones de vida, en relación con el gran aislamiento del valle, que hacía que gran parte de su economía fuera orientada hacia el auto consumo, hasta que en 1978 se produjo su total despoblamiento.
Sin embargo, a principios de la década de 1990, fue "ocupado" por varias decenas de hippies que pretendían establecerse y crear una comuna similar a las comunas de Matavenero y Poibueno (Torre del Bierzo).

## Fiesta
La fiesta que se celebraba tradicionalmente es la de San Miguel, pero desde hace 20 años cada último domingo de julio, se celebra una fiesta en la que el pueblo vuelve a estar lleno de gente. Así la paz desaparece por unos días y vuelve la alegría que viene de la mano de todas las familias que van a disfrutar de la música donde antes solo se escuchaba el sonido del río.